# OBDII

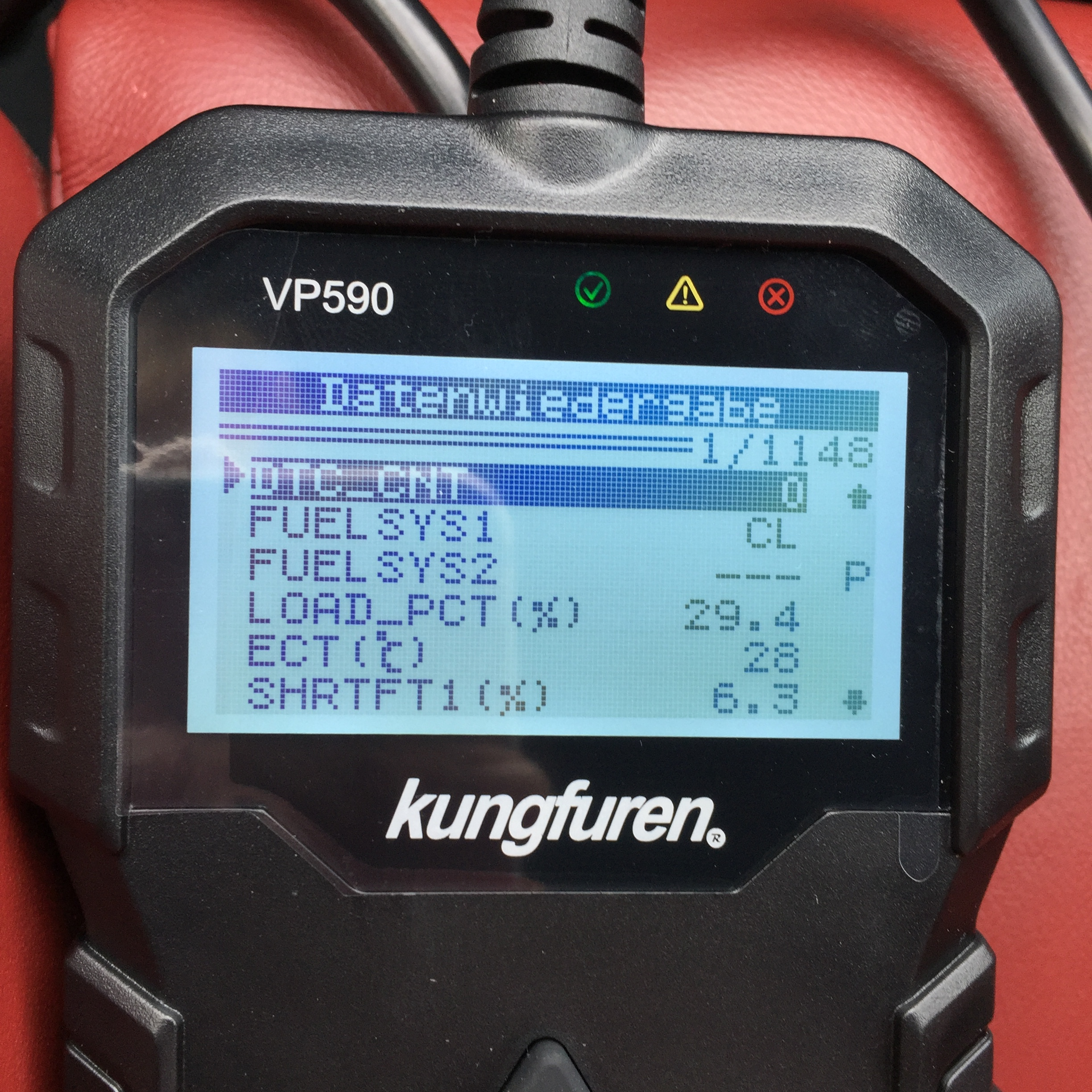
Aparell OBDII de mà

OBDII i OBD  ( On Board Diagnostics ) és un sistema de diagnòstic a bord en vehicles (cotxes i camions). Actualment s'utilitzen els estàndards OBD-II (Estats Units), EOBD (Europa) i JOBD (Japó) que aporten un control gairebé complet del motor i altres dispositius del vehicle. OBD és un terme que es refereix a la capacitat d'autodiagnòstic i informes d'un vehicle. Els sistemes OBD donen al propietari del vehicle o al tècnic de reparació accés a l'estat dels diferents subsistemes del vehicle. La quantitat d'informació de diagnòstic disponible a través de l'OBD ha variat àmpliament des de la seva introducció a principis de la dècada de 1980 en les versions dels ordinadors de bord dels vehicles. Les primeres versions d'OBD simplement il·luminen un indicador de mal funcionament (MIL) o " llum idiota " si es detecta un problema, però no proporciona cap informació sobre la naturalesa del problema. Les implementacions modernes d'OBD utilitzen un port de comunicacions digitals estandarditzat per proporcionar dades en temps real, a més d'una sèrie estandarditzada de codis d'error de diagnòstic, o DTC, que permeten a una persona identificar i corregir ràpidament els errors de funcionament del vehicle.

## Història

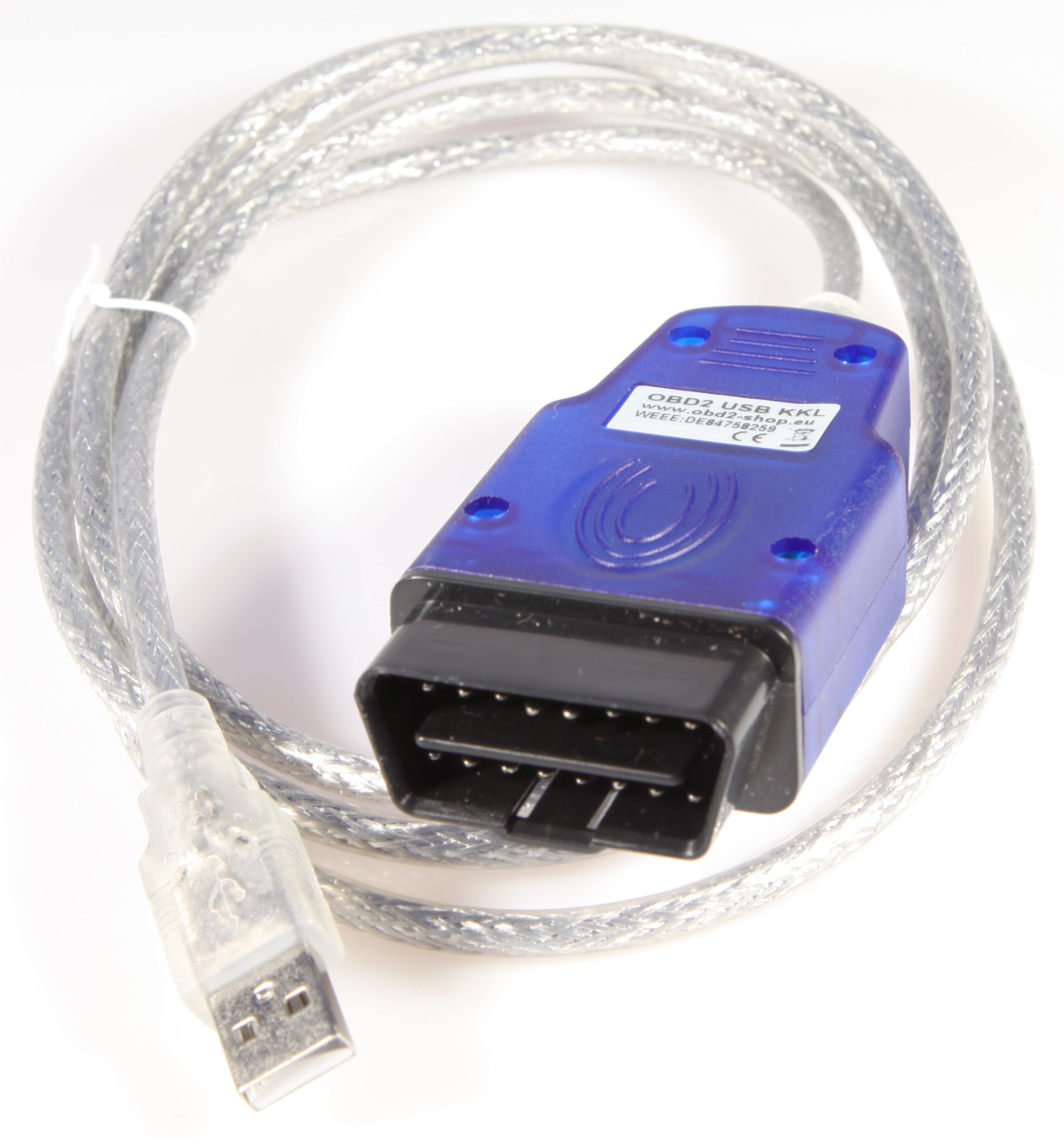
Interfície de diagnòstic

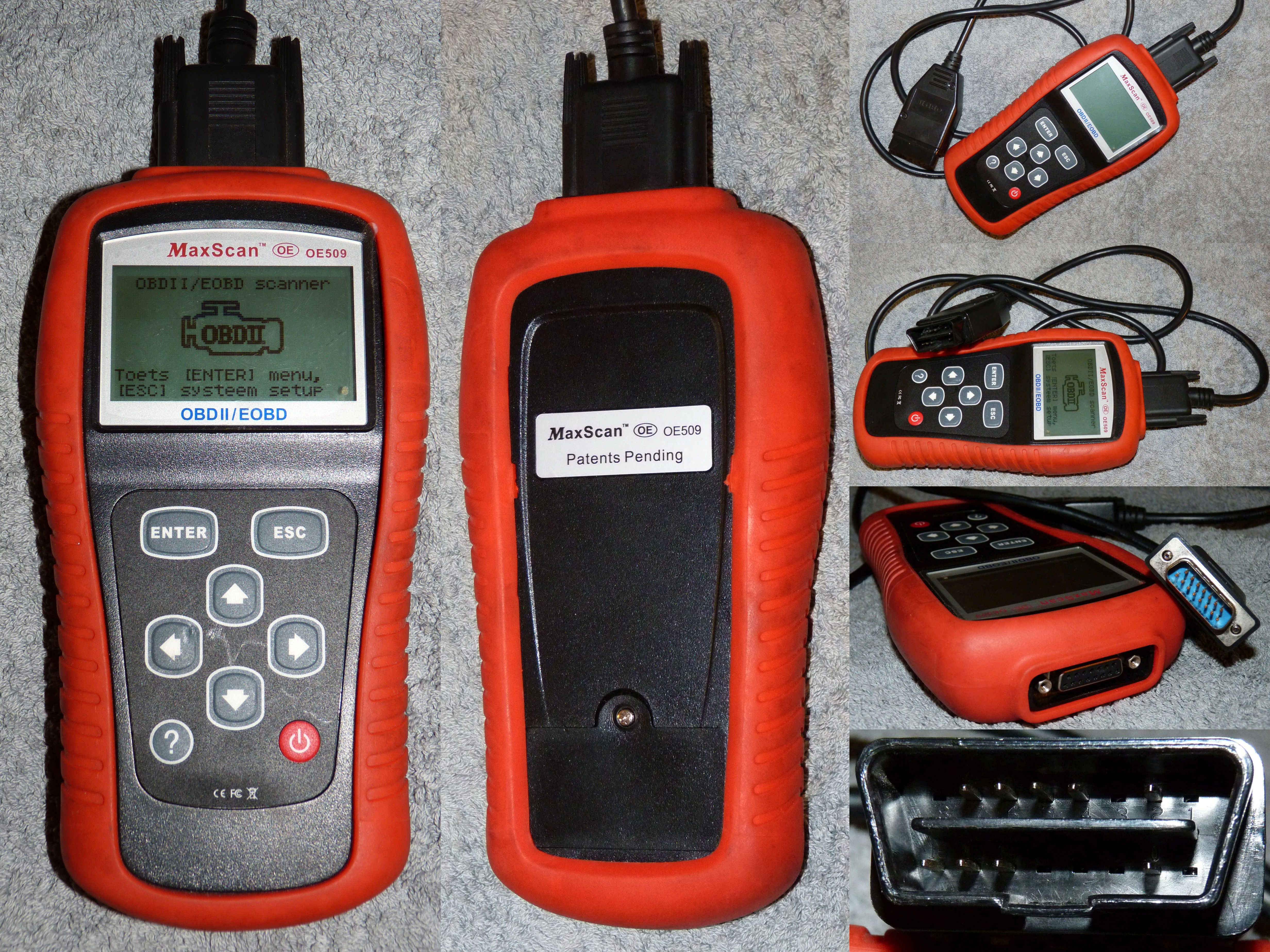
Detalls d'un "MaxScan OE509": un escàner de mà de diagnòstic a bord (OBDII) força típic de la primera dècada del segle XXI. S'utilitza per connectar-se al connector d'enllaç de dades (DLC) SAE J1962 que es troba en molts cotxes de l'època.

- 1968: Volkswagen presenta el primer sistema informàtic de bord, en els seus models Tipus 3 amb injecció de combustible. Aquest sistema és totalment analògic sense capacitat de diagnòstic.
- 1975: Els principals fabricants d'automòbils adopten els sistemes Bosch i Bendix EFI en un esforç per millorar les emissions del tub de cua. Aquests sistemes també són de naturalesa analògica, tot i que alguns proporcionen una capacitat de diagnòstic rudimentària mitjançant eines de fàbrica, com el Kent Moore J-25400, compatible amb el Datsun 280Z, i el Cadillac Seville.
- 1980: General Motors presenta el primer enllaç de dades als seus models Eldorado i Sevilla de 1980. Els codis d'error de diagnòstic (DTC) es mostren a través de la lectura digital del sistema de control de clima electrònic quan està en mode de diagnòstic.[2]
- 1981: General Motors presenta el seu sistema "Computer Command Control" a tots els vehicles de passatgers dels EUA per a l'any model 1981. En aquest sistema s'inclou una interfície ALDL de 5 pins patentada amb el mòdul de control del motor (ECM) per iniciar una sol·licitud de diagnòstic i proporcionar un flux de dades en sèrie. El protocol es comunica a 160 baudis amb senyalització de modulació d'amplada de pols (PWM) i supervisa totes les funcions de gestió del motor. Dades del sensor en temps real, substitucions de components i codis de diagnòstic de problemes. L'especificació d'aquest enllaç és tal com es defineix al document XDE-5024B del Centre de projectes del sistema de control d'emissions de GM.[3]
- 1982: RCA defineix un estàndard analògic de diagnòstic de vehicles STE/ICE utilitzat en el CUCV, el tanc M60 i altres vehicles militars de l'època per a l'exèrcit dels EUA.[4]
- 1986: General Motors presenta una versió actualitzada del protocol ALDL, que es comunica a 8192 baudis amb senyalització UART semidúplex en alguns models.
- 1988: La Junta de Recursos de l'Aire de Califòrnia (CARB) requereix que tots els vehicles nous venuts a Califòrnia l'any 1988 i els vehicles més nous tinguin alguna capacitat OBD bàsica.[1] Aquests requisits s'anomenen generalment "OBD-I", encara que aquest nom no s'aplica fins a la introducció d'OBD-II. El connector d'enllaç de dades i la seva posició no estan estandarditzats, ni el protocol de dades. La Society of Automotive Engineers (SAE) recomana un connector de diagnòstic estandarditzat i un conjunt de senyals de prova de diagnòstic.
- ~1994: Motivat pel desig d'un programa de proves d'emissions a tot l'estat, el CARB emet l'especificació OBD-II i obliga a adoptar-la per a tots els cotxes venuts a Califòrnia a partir de l'any model 1996 (vegeu CCR Títol 13 Secció 1968.1 i 40). CFR Part 86 Secció 86.094). Els DTC i el connector suggerits pel SAE s'incorporen a aquesta especificació.
- 1996: L'especificació OBD-II es fa obligatòria per a tots els cotxes venuts als Estats Units.
- 2001: La Unió Europea fa que l'EOBD sigui obligatori per a tots els vehicles de gasolina (gasolina) venuts a la Unió Europea, a partir de l'any 2001 (vegeu la Directiva 98/69/CE de normes d'emissions europees[5]).
- 2004: La Unió Europea fa obligatori l'EOBD per a tots els vehicles dièsel venuts a la Unió Europea
- 2006: tots els vehicles fabricats a Austràlia i Nova Zelanda han de complir amb OBD-II després de l'1 de gener de 2006.[6]
- 2008: Tots els cotxes venuts als Estats Units han d'utilitzar l'estàndard de senyalització ISO 15765-4[7] (una variant del bus Controller Area Network (CAN)).[8]
- 2008: L'Oficina d'Administració de Protecció del Medi Ambient exigeix que determinats vehicles lleugers a la Xina implementin OBD (estàndard GB18352[9]) abans de l'1 de juliol de 2008. Es poden aplicar algunes exempcions regionals.
- 2010: L'especificació HDOBD (heavy duty) es fa obligatòria per a motors comercials seleccionats (no de cotxes de passatgers) venuts als Estats Units.

## Característiques

Pinout del connector OBD-II tipus A femella - vista frontal

Pinout del connector OBD-II tipus B femella - vista frontal

OBD II és l'abreviatura d'On Board Diagnostics (Diagnòstic de bord) II, la segona generació dels requeriments de l'equipament autodiagnosticar de bord dels Estats Units. La denominació d'aquest sistema es desprèn que el mateix incorpora dos sensors d'oxigen (sonda Lambda) un situat abans del catalitzador i un altre després d'aquest, podent així comprovar el correcte funcionament del catalitzador. Les característiques d'autodiagnòstic a bord estan incorporades en el maquinari i el programari de l'ordinador de bord d'un vehicle per a monitorar pràcticament tots els components que poden afectar les emissions. Cada component és monitorat per una rutina de diagnòstic per a verificar si està funcionant perfectament. Si es detecta un problema o una falla, el sistema d'OBD II lumina un llum d'advertència en el quadre d'instruments per a avisar-el conductor. El llum d'advertència normalment porta la inscripció "Check Engine" o "Service Engine Soon". El sistema també guarda informacions importants sobre la falla detectada perquè un mecànic pugui trobar i resoldre el problema. Als Estats Units, tots els vehicles de passatgers i els camions de gasolina i combustibles alternatius des de 1996 han de comptar amb sistemes d'OBD II, igual que tots els vehicles de passatgers i camions dièsel a partir de 1997. A part d'això, un petit nombre de vehicles de gas van ser equipats amb sistemes d'OBD II. Per verificar si un vehicle està equipat amb OBD II, es pot buscar el terme "OBD II" en l'etiqueta de control d'emissions a la banda de baix de la tapa del motor.

## OBD
| 1 | 2  | 3  | 4  | 5  | 6  | 7  | 8  |
| 9 | 10 | 11 | 12 | 13 | 14 | 15 | 16 |

OBD I va ser la primera regulació d'OBD que obligava els productors a instal·lar un sistema de monitoratge d'alguns dels components controladors d'emissions en automòbils. Obligatoris en tots els vehicles a partir de 1991, els sistemes d'OBD I no eren tan efectius perquè només monitoraven alguns dels components relacionats amb les emissions, i no eren calibrats per a un nivell específic d'emissions.
Per reduir la contaminació de l'aire, el "Califòrnia Air Resources Board" (* CARB) 1988 va introduir per a tots els cotxes de benzina amb l'OBD (On Board Diagnose) límits màxims d'emissions a part d'un autocontrol - On Board Diagnose de components rellevants de les emissions de gas a través de dispositius de comandament electrònics. Perquè el conductor detecti un mal funcionament de l'OBD es va imposar l'obligació de tenir una llum que indiqui els errors (MIL - Malfunktion Indicator Lamp).

## OBDII

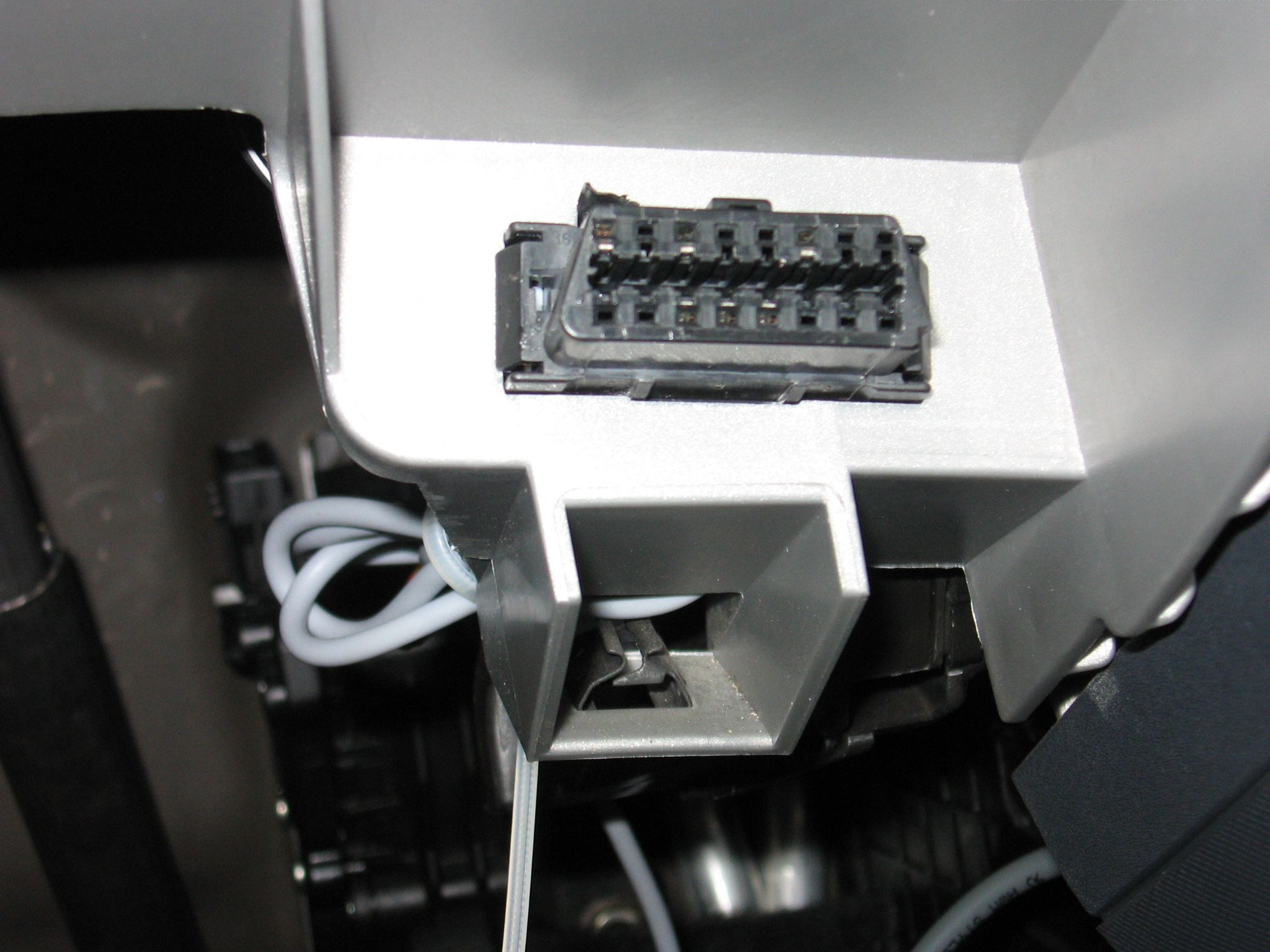
Connector OBD-II femella en un cotxe

L'especificació OBD-II proporciona una interfície de maquinari estandarditzada — el connector femella de 16 pins (2x8) J1962, on el tipus A s'utilitza per a vehicles de 12 volts i el tipus B per a vehicles de 24 volts. A diferència del connector OBD-I, que de vegades es trobava sota el capó del vehicle, cal que el connector OBD-II estigui a 2 peus (0.61 m) del volant (tret que el fabricant sol·liciti una exempció, en aquest cas encara es troba a l'abast del conductor).
Un recrudescència en els límits d'emissions el 1996 va portar a la creació de l'OBD II. A Europa es va introduir l'OBD ajustant-se a l'OBD II americà. Des de 1996 l'OBD II és un requisit legal per a cotxes nous als EUA. Basant-se en aquesta regla americana es va imposar en els noranta la inclusió de sistemes de diagnòstic també per als cotxes destinats al mercat europeu.
A Europa, segons la Directiva 98/69EG, els cotxes de gasolina del 2000 en endavant, els cotxes dièsel del 2003 en endavant i els camions del 2005 en endavant han d'estar proveïts d'un OBD. La interfície estandarditzada del obd2 no només és utilitzada pel fabricant per a les seves funcions avançades de diagnòstic sinó també per aquells que van més enllà del que la llei exigeix.
La següent etapa planejada és l'OBD III en el qual els mateixos cotxes prenen contacte amb les autoritats si es produeix un empitjorament de les emissions de gasos nocius mentre el cotxe està en marxa. Si això passa es demanarà, a través d'una targeta indicativa, que es corregeixin els defectes

### SAE J1962
Definició del pinout del connector SAE J1962. L'assignació de pins no especificats es deixa a criteri del fabricant del vehicle.
| Variació del fabricant GM: J2411 GMLAN / SWC / CAN d'un sol cable. Audi: S'ha canviat el +12 per indicar a una eina d'escaneig si l'encesa està encès. VW: S'ha canviat +12 per indicar a una eina d'escaneig si l'encesa està activada. Mercedes (K-Line): control d'encesa (EZS), aire condicionat (KLA), PTS, sistemes de seguretat (Airbag, SRS, AB) i alguns altres. | 9  | Variació del fabricant GM: 8192 baud ALDL on n'hi hagi. BMW: senyal RPM. Toyota: senyal RPM. Mercedes (K-Line): diagnòstic ABS, ASR, ESP, ETS, BAS.                                                                                          |
| Línia positiva del bus SAE J1850 PWM i VPW | 10 | Línia negativa d'autobús Només SAE J1850 PWM (no SAE 1850 VPW) |
| Variació del fabricant Ethernet TX+ (Diagnòstic per IP) Ford DCL(+) Argentina, Brasil (pre OBD-II) 1997–2000, EUA, Europa, etc. Chrysler CCD Bus(+) Mercedes (TNA): velocitat de rotació del motor TD. | 11 | Variació del fabricant Ethernet TX- (Diagnòstic sobre IP) Ford DCL(-) Argentina, Brasil (pre OBD-II) 1997–2000, EUA, Europa, etc. Chrysler CCD Bus(-) Mercedes (K-Line): Caixa de canvis i altres components de transmissió (EGS, ETC, FTC). |
| Terra del xassís | 12 | Variació del fabricant Ethernet RX+ (Diagnòstic per IP) Mercedes (K-Line): Tot el mòdul d'activitats (AAM), Ràdio (RD), ICS (i més) |
| Senyal a terra | 13 | Variació del fabricant Ethernet RX- (Diagnòstic sobre IP) Ford: FEPS - Programació de voltatge PCM Mercedes (K-Line): Diagnòstic AB - sistemes de seguretat.                                                                                 |
| CAN alt (ISO 15765-4 i SAE J2284) | 14 | CAN baix (ISO 15765-4 i SAE J2284) |
| línia K (ISO 9141-2 i ISO 14230-4) | 15 | Línia L (ISO 9141-2 i ISO 14230-4) |
| Variació del fabricant Activa Ethernet (Diagnòstic per IP) Molts BMW: una segona línia K per a sistemes no OBD-II (xassís/infoentreteniment). Mercedes: Encès | 16 | Tensió de la bateria (+12 volts per a connector tipus A) (+24 volts per a connector tipus B) |

## EOBD
EOBD és l'abreviatura del sistema European On Board Diagnostics (Diagnòstic de bord Europeu), la variació europea de OBD II. Una de les diferències és que no es monitoren les evaporacions del tanc de combustible. No obstant això, EOBD és un sistema molt més sofisticat que OBD II, ja que fa servir "mapes" de les entrades als sensors basats en les condicions d'operació del motor, i els components s'adapten al sistema calibrats empíricament. Això significa que els recanvis necessiten ser d'alta qualitat i específics per al vehicle i model. La normativa europea de diagnòstic a bord (EOBD) és l'equivalent europeu de l'OBD-II i s'aplica a tots els turismes de la categoria M1 (amb un màxim de 8 seients de passatgers i una classificació de pes brut del vehicle de 2500). kg o menys) matriculat per primera vegada als estats membres de la UE des de l'1 de gener de 2001 per als cotxes amb motor de gasolina (gasolina) i des de l'1 de gener de 2004 per als cotxes amb motor dièsel.

## Codis d'error EOBD
Cadascun dels codis d'error EOBD consta de cinc caràcters: una lletra, seguida de quatre números. La carta fa referència al sistema que s'està interrogant, p Pxxxx es referiria al sistema de propulsió. El segon caràcter és un 0 si compleix l'estàndard EOBD. El tercer caràcter indica el subsistema, amb els dos caràcters finals que es refereixen als errors individuals de cada subsistema.
Així es mostren els diferents subsistemes => P0xxx.
- P00xx - Mesura de combustible i aire i controls d'emissions auxiliars.
- P01xx - Mesura de combustible i aire.
- P02xx - Mesura de combustible i aire (circuit injector).
- P03xx - Sistema d'encesa o fallada.
- P04xx - Controls d'emissions auxiliars.
- P05xx - Controls de velocitat del vehicle i sistema de control de ralentí.
- P06xx - Circuit de sortida de l'ordinador.
- P07xx - Transmissió.
- P08xx - Transmissió.